# Browning Arms Company
Browning Arms Company — американський виробник вогнепальної зброї та знарядь лову. Знаходиться в місті Маунтін-Ґрін, штат Юта. Компанія пропонує широкий вибір вогнепальної зброї, в тому числі гвинтівки, дробовики, пістолети. Інші промислові товари, які випускає компанія, включають в себе спортивні луки, ножі, одяг, сейфи для зброї, вудки, котушки тощо.

## Історія
Компанія, відома під назвою Browning Arms Company, була юридично заснована в 1927 році в місті Огден, штат Юта, через рік після смерті відомого конструктора вогнепальної зброї Джона Браунінга. Насправді бізнес, пов'язаний з ім'ям Браунінга, був заснований в Юті ще в 1852 році, коли Джонатан Браунінг, батько відомого конструктора, заснував в місті Огден збройову крамницю. Зі смертю Джонатана його син Джон став главою збройового бізнесу сім'ї і разом зі своїми братами — Метью, Джонатаном, Томасом, Вільямом і Джорджем — заснували підприємство з роздрібної торгівлі зброєю під назвою Browning Brothers Company.
Browning Brothers виготовляли гвинтівки конструкції Дж. Браунінга (виготовили близько 600 одиниць), поки не продали цей патент компанії Winchester Repeating Arms Company. З цього часу почалась тісна співпраця між Браунінгом-конструктором і різними збройовими компаніями: Winchester Arms, Colt's Arms Manufacturing Company, FN Herstal, Remington Arms Company, Savage Arms Company. Всі ці підприємства використовували численні патенти Браунінга, тому мало хто знає, що більшість вогнепальної зброї цих компанії була спроектована Джоном Мозесом Браунінгом.
За 47 років активного проектування (перший патент — 7 жовтня 1879 року) Джон Браунінг зареєстрував близько 128 патентів на вогнепальну зброю. Близько 50 млн копій військової і спортивної зброї було виготовлено на основі цих патентів протягом його життя. Серед його найвідоміших розробок Browning Auto-5, Browning M1917, Browning M2, Colt M1911.
У 1977 році FN Herstal після 79 років бізнес-асоціації придбала Browning Arms Company. Browning, як і раніше, зберігає свою штаб-квартиру в місті Маунтін-Грін (штат Юта), що знаходиться за 16 миль вгору по річці Вебер від міста Огден, де створено музей Браунінга. У 1989 році обсяг продажів компанії тільки в Північній Америці склав понад 100 млн доларів. Наразі у компанії (у штаб-квартирі) працює близько 210 чоловік. Саме виробництво здійснюється на різних заводах в Бельгії, Португалії, Італії, Японії і, звичайно, в штаті Юта (місто Морґан).

## Продукція

### Пістолети

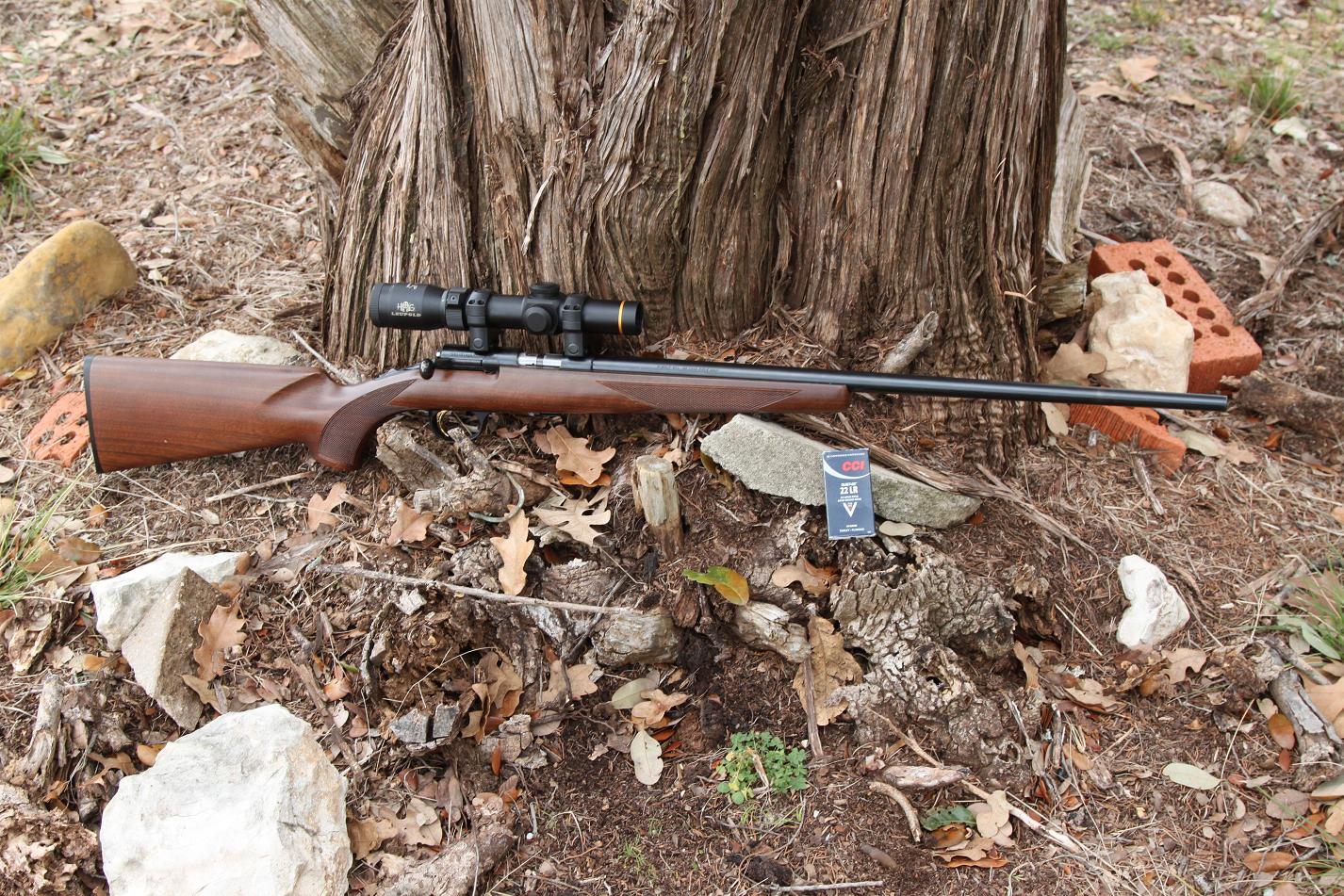
Browning T-Bolt .22 Long Rifle

- Browning BDM
- Browning Hi-Power
- Browning Buck Mark
- Browning BDA

### Гвинтівки
- Browning X-Bolt
- Browning A-Bolt
- Browning BLR
- Browning BAR
- Browning BL-22

### Дробовики
- Browning Auto-5
- Browning B-2000
- Browning Silver
- Browning Maxus
- Browning BPS
- Cynergy
- Browning Citori
- Browning Superposed
- BT-99
- BT-100
- Browning Recoilless
- Gold
- B-80
- A-500